# Povijest Moldavije
Moldavija (rum. Moldova) je jedna od povijesnih rumunjskih pokrajina i važnih dijelova Istočne Europe, koja se pruža od Karpata na zapadu do Dnjestra na istoku. Nekadašnja pokrajina Moldavija, koja je zauzimala ovo područje, danas je podijeljena između Rumunjske, Moldove i Ukrajine.
Velik dio povijesti Moldavije veže se za moldavsku kneževinu, iako se zna da je još početkom srednjeg vijeka ovo područje bilo naseljeno i vlaškim i slavenskim stanovništvom. U 13. stoljeću zbog nadiranja ratobornih Mongola na područje Moldavije, započinje veće zanimanje Mađara za oblast Moldavije. Godine 1353. kneza Dragoša su poslali Mađari da uspostavi obranu od prijeteće Zlatne Horde. Godine 1359. drugi knez, Bogdan, uspostavlja upravu nad većim dijelom oblasti (osim juga). On se postupno oslobađa mađarske vlasti. Njegovi sljedbenici učvršćuju vlast, prvo u Siretu, a kasnije u Jašu (od 1565. godine). 1392. godine polazi im za rukom osvojiti izlaz na Crno more. Tim činom Moldavija postaje važan politički činitelj, posebno za Mađare i Poljake. Usporedno s tim dolazi i do jačanja crkvenog sjedišta u Jašu (Moldavska metropolija).
U 15. stoljeću počinje se osjećati snažan pritisak Otomanskog Carstva. Tada kneževina pada pod vazalni odnos prema Osmanlijama, a južni primorski dio priključuje se turskom teritoriju. Razdoblje vazalstva kneževini je donijelo nazadovanje u gospodarskom i kulturnom smislu, ali budući pošteđena neposredne uprave, Moldavija ostaje bogato poljoprivredno područje. U ovom razdoblju sve se više osjeća utjecaj Grka Fanariota i niže vlastele, koji sve više konkuriraju knezovima. Sve ovo je završeno sukobima krajem 16. stoljeća. Posebno teško bilo zbog uvlačenja stranih sila u sukob (Poljska, Habzburzi).
Rusko-turski rat 1710. – 11. godine doveo je novu silu - Ruse - na granicu Moldavije, što je izazvalo ustanak. Gušenje ustanka značilo je novu fazu u povijesti kneževine. Novoizabrani kneževi bili su od tada iz redova carigradskih Fanariota. Ovo je dovelo do okretanja niše vlastele Rusima. Tijekom sljedećih ratova to se očitava ruskim napredovanjem, da bi 1812. godine istočni dio kneževine (Besarabija) pripao Ruskom Carstvu. To je dovelo i do pada fanariotske vlasti 1821. godine.
Poslije Rusko-turskog rata 1826. – 29. godine počinje razdoblje velikog ruskog utjecaja na Moldaviju i Vlašku. Ovim je Moldavija dobila razvijenijeg zaštitnika, što se odrazilo na opći razvoj. Ovo je dovelo i do masovnog doseljavanja Židova Aškenaza u brzorastuće gradove. S druge strane, romantizam iznosi i želju za ujedinjenjem Moldavije u veliku rumunjsku državu, što će se i postupno dogoditi tijekom 50-ih i 60-ih godina 19. stoljeća. 1866. godine proglašenjem uspostavljanja države Rumunjuske prestaju postojati Vlaška i Moldavija kao zasebna politička područja.